# 清水芳人
清水 芳人（しみず よしと、1912年(明治45年)6月 - 2008年）は、日本海軍の軍人。 海兵60期。最終階級は海軍少佐。戦艦大和の沖縄特攻に従事した乗組員における生存者の一人だった。

## 生涯
広島県呉市出身。早くして両親を失い、兄弟と共に東京の親戚宅に身を寄せるが、関東大震災で被災し再び呉に戻る。
1925年、広島県立呉中学校(在学中に広島県立呉第一中学校へと改称、現広島県立呉三津田高等学校)に入学し、引き続き規定よりはやく飛び入学で4年から海軍兵学校に60期生として入学。
卒業後練習艦隊の「八雲」で渡米したことを皮切りに、「高雄」「扶桑」「五十鈴」「妙高」「呉竹」「江風」「三日月」「追風」「朝雲」「大鯨」「龍田」「磐手」といった様々な艦に勤務した。
1944年（昭和19年）、「阿武隈」に副長兼砲術長として乗り組む。10月の比島決戦にて阿武隈は撃沈され、二時間余り海を漂流し救助された。
1944年12月、「大和」第十分隊長（戦闘配置は副砲長）となる。
1945年（昭和20年）4月5日、大和は連合艦隊より沖縄海上特攻の命令を受領した。午後3時、総員集合の命を受けた清水は前甲板に駆け寄り、副長の能村次郎中佐から差し出された電報でこの命令を初めて知った。
翌日午後3時20分に大和は出航。海辺近くに咲く桜はまさに満開で、清水は祖国の最期の見納めとその光景を双眼鏡で眼中に焼き付けた。
翌4月7日12時32分、敵艦載機の大群が襲来した。その直後(12時40分)敵機が死角の後方から急降下し、爆弾を後部指揮所に直撃させた。この攻撃で後部副砲指揮官の臼淵磐大尉が戦死した。自身のいる前檣楼が真先に狙われると思っていた清水は、臼淵に戦死後の前部副砲指揮を任せるつもりであったため、彼の死を無念に感じた。
大和は第一波で被弾したものの、前檣楼の被害は皆無で速力も衰える様子が無かったため、清水はこの調子ならば沖縄まで行けるかもしれないと希望を抱いた。
だが第二波、第三波と立て続けに起こる攻撃で被害は累積し、ついに艦長有賀幸作大佐より総員退官の命を受けた。清水はそばにいる指揮所員らに、死に急がず、浮いているものに掴まり、一人だけで退却しないよう指示した。やがて左舷に命中した魚雷により傾斜は急激に拡大し、清水は指揮所に踏みとどまったまま水につかった。
海中へ脱出後に振り返ると、大和は既に左舷に大傾斜して赤い艦腹があらわになり、その上で10人ほどの乗組員が整列して万歳を叫んでいた。その途端、大和は大爆発を起こし、清水も海中に巻き込まれた。
やがて清水が浮き上がったとき、脱出直後には大勢いた生存者は、付近には吉田満少尉ら約10人ほどしかいなかった。清水は彼ら漂流者を呼び寄せ、お互い励ましあいながら漂流を続けた。2時間後、駆逐艦「冬月」に救助され、翌朝佐世保に帰還した。
連合艦隊司令部へ戦闘詳報を書く際、生存者中最先任である副長の能村次郎大佐は重傷を負い任に耐えれなかったため、次席であった清水が記した。
清水は、従来の戦闘詳報には見られない激しい文章で参謀部の立案した作戦を断罪している。その際、清水は懲罰を覚悟で書いたという。ただ、第二艦隊参謀長森下信衛少将、副長能村次郎大佐も確認したが１文字の削除も、一行の追加もしなかったという。また、清水は懲罰もされることはなかった。
以下がその抜粋である。
その後、山口県柳井にて最後に残った数隻の駆逐艦を寄せ集めて編制された第三十一戦隊の砲術参謀となり、駆逐艦「花月」に乗艦。再度の出撃に備えつつ終戦を迎えた。
1946年3月まで復員事業に従事し、1947年11月、公職追放仮指定を受けた。その後は妻の実家のある愛知県で農場を開墾、製麦工場や倉庫業を営んだ。
2008年死去。享年96。

## エピソード
- 昭和28年公開の映画「戦艦大和」に、本人役として出演している。

## 家族
- 妻：澄子
- 子供:6人